# Daniel Hackett
Daniel Lorenzo Hackett (Forlimpopoli, 19 dicembre 1987) è un cestista italiano con cittadinanza statunitense.
Considerato tra i migliori playmaker della sua generazione a livello europeo, è il giocatore italiano ad aver realizzato più punti in Eurolega.

## Caratteristiche tecniche
Il suo ruolo principale in campo è quello del playmaker, ma può ad occorrenza ricoprire anche quello di guardia. È un giocatore con ottime doti da ball handler e passatore, ed è in grado di eccellere in entrambi i lati del campo. In particolar modo eccelle nella difesa perimetrale sugli esterni grazie alla sua eccellente lettura del gioco. Mancino, è un ottimo tiratore sia dalla media distanza che da dietro l'arco dei tre punti. È un inoltre un ottimo giocatore di inserimento, capace di appoggiare a canestro sia di destro, che con la sua mano forte, assorbendo contatti grazie alla sua notevole fisicità e forza fisica. 

## Carriera

### Club

#### Giovanili
Figlio di Rudy Hackett e di madre italiana, Daniel è nato a Forlimpopoli ma è cresciuto a Pesaro. Ha frequentato l'high school di St. John Bosco di Bellflower. Ha studiato alla University of Southern California giocando fin dal suo anno da freshman come playmaker nei Trojans, con i quali ha disputato in tutte e tre le stagioni il torneo NCAA. Il 17 novembre 2007 Daniel ha realizzato la sua prima tripla doppia in maglia Trojan mettendo a referto 22 punti, 10 rimbalzi e 10 assist.
Nel settembre 2007, a seguito di un pugno sul volto ricevuto in allenamento dalla stella della squadra O.J. Mayo, riporta la frattura della mandibola che lo terrà lontano al parquet per qualche mese.
Durante il suo periodo alla USC gioca con giocatori del livello di Nick Young, O.J. Mayo, Taj Gibson e DeMar DeRozan.
Il 9 aprile 2009, dopo l'uscita di USC dal torneo NCAA, si è dichiarato eleggibile per il draft NBA 2009. Avendo nominato un agente, esclude la possibilità di tornare al college in caso di mancata chiamata da parte di una franchigia NBA. Nel draft NBA 2009 non viene scelto da alcuna franchigia.

#### Italia

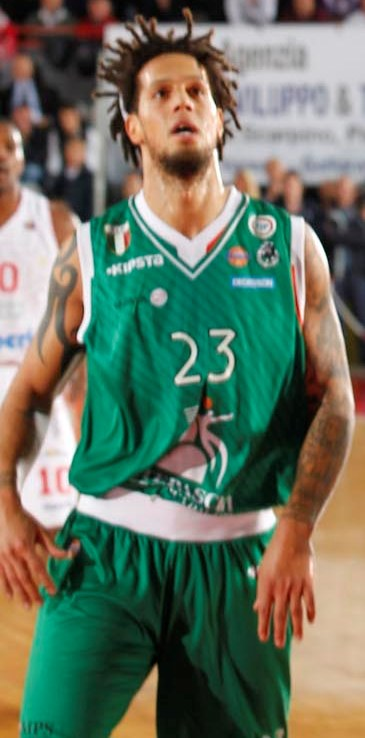
Hackett con la maglia di Siena nel 2012.

Il 22 giugno 2009 viene confermato il suo arrivo alla Benetton Basket Treviso dal GM Lefebre: il suo contratto prevede la cosiddetta clausola NBA, che permette di poter lasciare il club in caso di eventuale scelta al draft e, eventuale, firma con una franchigia della Lega americana.
Il 25 giugno 2009 nella notte del draft NBA non viene scelto da nessuna franchigia: Hackett disputa così la sua prima stagione tra i professionisti con il team veneto, chiudendola con 4,8 punti e 1,8 assist in regular season e 4,3 punti, 1 recupero e 1,7 rimbalzi di media nei play-off.
Nella seconda stagione in Italia passa nella squadra della sua città, la Victoria Libertas Pesaro, dove disputerà una stagione eccezionale: le sue medie saranno: 14,3 punti, 2,1 assist, 3,8 rimbalzi e 2,4 palle recuperate. Durante la stagione verrà convocato anche per l'All Star Game italiano e vincerà il prestigioso Premio Reverberi in qualità di miglior giocatore italiano del 2011. E nella stagione successiva la Victoria Libertas Pesaro centra l'obiettivo dei play-off, raggiungendo le semifinali.
Nel luglio 2012 Hackett firma per la Mens Sana Siena. Nella stagione 2012-2013 con la squadra senese vince il campionato italiano ricevendo il premio di MVP delle finali. Sempre con la Mens Sana vince nello stesso anno anche la Coppa Italia e la Supercoppa Italiana, premiato in entrambe le partite come MVP. Entrambi i titoli verranno revocati alla Mens Sana da una sentenza del Tribunale Federale della FIP (Federazione Italiana Pallacanestro).
Dopo aver iniziato la stagione 2013-14 ancora con la maglia senese, il 24 dicembre viene ufficializzato il suo trasferimento all'Olimpia Milano, dove, nonostante un calo di minutaggio e punti rispetto a Siena, vince lo scudetto. È poi stato costretto a saltare gran parte del campionato 2014-2015 a causa di una squalifica di 6 mesi (dal 12 ottobre 2014 all'11 aprile 2015) inflittagli dalla FIP  per aver abbandonato il ritiro della Nazionale e per aver successivamente criticato la stessa Federazione in una diatriba legata alle condizioni fisiche del giocatore. Durante la squalifica è stato utilizzabile solo in Supercoppa italiana e in Eurolega.
Il 15 gennaio 2015 il presidente della FIP, Gianni Petrucci, ha concesso la grazia a Hackett, permettendogli così di rientrare in anticipo dalla squalifica il 25 gennaio 2015 per la prima gara del girone di ritorno di campionato che viene poi vinto dalla squadra milanese. L'Olimpia Milano perde l'occasione di accedere alla finale, venendo eliminata in gara 7 dalla Dinamo Sassari.
Al termine della stagione, il 19 giugno 2015, rescinde anticipatamente in maniera consensuale il contratto che lo legava al club meneghino.

#### Olympiacos
Il 15 luglio 2015, Hackett firma un contratto biennale con il club greco dell'Olympiacos.

#### Brose Bamberg
Il 5 luglio 2017 firma un biennale con il Brose Bamberg. Il 7 luglio 2018, Hackett esce dal contratto con il club tedesco.

#### CSKA Mosca
Il 17 luglio 2018, Hackett firma un contratto biennale con il CSKA Mosca.
A fine febbraio 2022 lascia la squadra in quanto ideologicamente contrario all'invasione dell'Ucraina da parte della Russia. Viene acquistato dalla Virtus Pallacanestro Bologna.

#### Virtus Bologna
L'11 Maggio 2022 vince la sua prima Eurocup garantendo alla sua squadra l'accesso all'Eurolega. Il 23 giugno 2023 Daniel conduce la Virtus alle finali playoff, pur perdendo e viene eletto Assistman delle finali e MVP delle semifinali. Vince il campionato nel 2025.

### Nazionale
Hackett ha esordito in nazionale maggiore disputando alcune amichevoli nell'estate del 2007. Sempre nello stesso anno ha vinto la medaglia di bronzo al Campionato Europeo Under 20 disputatosi nelle città di Nova Gorica e Gorizia.
Nel 2008 si è allenato con la Nazionale maggiore a Bormio. Nel 2011 è tra i 18 pre-convocati da Simone Pianigiani per il FIBA EuroBasket 2011, ad agosto è stato definitivamente convocato per la fase finale durante la quale è partito sempre in quintetto giocando come playmaker titolare, ottenendo 7,8 punti, 3 assist e 2,8 rimbalzi di media.
Il 18 luglio 2014 abbandona, secondo la FIP senza giustificato motivo, il ritiro della Nazionale italiana a Trieste.
Non ha partecipato all'Eurobasket 2013 a causa di un infortunio.
Ha giocato nel quintetto base dell'Eurobasket 2015. La squadra arriva ai quarti di finale, dove viene sconfitta dalla Lituania.
Nel 2016 partecipa con l'Italia al torneo di qualificazione di Torino per le Olimpiadi di Rio de Janeiro ma il 9 luglio viene battuto in finale dalla Croazia.
Nel 2017 disputa le qualificazioni e le fasi finali dei Campionati Europei arrivando fino ai quarti di finale dove la nazionale viene battuta il 13 settembre dalla Serbia.
Successivamente disputa anche i Mondiali 2019, dopo i quali annuncia il ritiro dalla Nazionale.

## Statistiche

### NCAA
| Anno      | Squadra     | PG  | PT | MP   | TC%  | 3P%  | TL%  | RP  | AP  | PRP | SP  | PP   |
| --------- | ----------- | --- | -- | ---- | ---- | ---- | ---- | --- | --- | --- | --- | ---- |
| 2006-2007 | USC Trojans | 37  | 16 | 21,9 | 39,5 | 31,4 | 79,2 | 2,9 | 2,8 | 0,7 | 0,1 | 5,3  |
| 2007-2008 | USC Trojans | 29  | 26 | 30,8 | 42,7 | 37,7 | 82,3 | 3,8 | 3,2 | 1,2 | 0,1 | 8,6  |
| 2008-2009 | USC Trojans | 35  | 35 | 37,3 | 45,8 | 37,6 | 73,5 | 4,2 | 4,7 | 1,4 | 0,3 | 12,3 |
| Carriera  | Carriera    | 101 | 77 | 29,8 | 43,5 | 36,6 | 77,5 | 3,6 | 3,6 | 1,1 | 0,2 | 8,7  |

#### Massimi in carriera
- Massimo di punti: 26 (2 volte)[21]
- Massimo di rimbalzi: 10 vs South Carolina (17 novembre 2007)
- Massimo di assist: 13 vs Oklahoma (4 dicembre 2008)
- Massimo di palle rubate: 6 Pepperdine (15 dicembre 2008)
- Massimo di stoppate: 3 vs New Mexico State (18 novembre 2008)
- Massimo di minuti giocati: 45 (2 volte)

### Eurolega
| Anno       | Squadra         | PG  | PT  | MP   | TC%  | 3P%  | TL%  | RP  | AP  | PRP | SP  | PP   |
| ---------- | --------------- | --- | --- | ---- | ---- | ---- | ---- | --- | --- | --- | --- | ---- |
| 2012-2013  | Mens Sana Siena | 22  | 2   | 22,1 | 41,4 | 31,1 | 72,2 | 2,3 | 3,0 | 1,0 | 0,0 | 7,2  |
| 2013-2014  | Olimpia Milano  | 18  | 17  | 26,9 | 37,8 | 32,1 | 72,4 | 3,5 | 3,6 | 1,3 | 0,1 | 9,7  |
| 2013-2014  | Mens Sana Siena | 9   | 9   | 33,6 | 42,7 | 40,9 | 74,5 | 4,2 | 5,8 | 1,0 | 0,0 | 13,3 |
| 2014-2015  | Olimpia Milano  | 24  | 20  | 28,7 | 39,0 | 25,0 | 65,8 | 3,7 | 4,6 | 0,8 | 0,0 | 10,5 |
| 2015-2016  | Olympiakos      | 24  | 0   | 19,9 | 44,4 | 39,3 | 81,2 | 2,3 | 2,3 | 0,8 | 0,1 | 8,1  |
| 2016-2017  | Olympiakos      | 11  | 0   | 14,6 | 35,4 | 26,7 | 77,3 | 1,5 | 1,6 | 0,5 | 0,0 | 5,0  |
| 2017-2018  | Bamberger       | 26  | 11  | 24,0 | 49,7 | 36,9 | 80,8 | 2,7 | 3,4 | 0,4 | 0,0 | 9,6  |
| 2018-2019† | CSKA Mosca      | 35  | 26  | 17,3 | 43,4 | 39,2 | 82,5 | 1,8 | 1,7 | 0,6 | 0,0 | 6,0  |
| 2019-2020  | CSKA Mosca      | 23  | 9   | 20,1 | 41,8 | 44,2 | 80,6 | 2,6 | 2,7 | 1,0 | 0,0 | 8,3  |
| 2020-2021  | CSKA Mosca      | 29  | 23  | 24,1 | 44,9 | 45,3 | 84,8 | 2,7 | 2,3 | 1,0 | 0,0 | 9,5  |
| 2021-2022  | CSKA Mosca      | 22  | 8   | 21,5 | 44,8 | 40,3 | 78,6 | 1,9 | 2,6 | 0,8 | 0,0 | 8,5  |
| 2022-2023  | Virtus Bologna  | 32  | 31  | 21,9 | 49,6 | 39,7 | 75,8 | 2,1 | 2,9 | 0,6 | 0,1 | 6,4  |
| 2023-2024  | Virtus Bologna  | 32  | 29  | 24,1 | 44,0 | 39,3 | 80,3 | 3,2 | 3,6 | 0,9 | 0,1 | 8,1  |
| 2024-2025  | Virtus Bologna  | 31  | 9   | 15,5 | 37,1 | 36,1 | 85,7 | 2,0 | 1,7 | 0,4 | 0,0 | 2,5  |
| Carriera   | Carriera        | 338 | 194 | 21,9 | 43,1 | 37,6 | 77,6 | 2,5 | 2,9 | 0,8 | 0,0 | 7,7  |

### Eurocup
| Anno       | Squadra        | PG | PT | MP   | TC%  | 3P%  | TL%  | RP  | AP  | PRP | SP  | PP  |
| ---------- | -------------- | -- | -- | ---- | ---- | ---- | ---- | --- | --- | --- | --- | --- |
| 2009-2010  | Pall. Treviso  | 12 | 5  | 17,6 | 50,0 | 42,9 | 60,0 | 1,5 | 1,3 | 0,8 | 0,0 | 5,5 |
| 2021-2022† | Virtus Bologna | 9  | 8  | 24,4 | 46,9 | 40,0 | 57,9 | 3,2 | 1,6 | 0,9 | 0,0 | 7,4 |
| Carriera   | Carriera       | 21 | 13 | 20,5 | 48,5 | 41,0 | 59,0 | 2,2 | 1,4 | 0,9 | 0,0 | 6,3 |

### Club
| Stagione        | Squadra          | Competizione | Partite | Partite | Partite | Statistiche tiro | Statistiche tiro | Statistiche tiro | Altre statistiche | Altre statistiche | Altre statistiche | Altre statistiche | Altre statistiche |
| Stagione        | Squadra          | Competizione | Pres.   | Titol.  | Minuti  | Tiri da 2        | Tiri da 3        | Liberi           | Rimb.             | Assist            | Rubate            | Stopp.            | Punti             |
| --------------- | ---------------- | ------------ | ------- | ------- | ------- | ---------------- | ---------------- | ---------------- | ----------------- | ----------------- | ----------------- | ----------------- | ----------------- |
| 2009-2010       | Benetton Treviso | Serie A      | 28      | 12      | 496     | 30/63            | 8/35             | 36/65            | 56                | 45                | 36                | 2                 | 120               |
| 2010-2011       | VL Pesaro        | Serie A      | 30      | 15      | 839     | 112/192          | 23/73            | 135/174          | 114               | 62                | 73                | 1                 | 428               |
| 2011-2012       | VL Pesaro        | Serie A      | 41      | 40      | 1304    | 135/251          | 23/82            | 122/179          | 157               | 106               | 100               | 4                 | 461               |
| 2012-2013       | Mens Sana Siena  | Serie A      | 46      | 20      | 1184    | 140/279          | 22/79            | 146/199          | 162               | 165               | 56                | 2                 | 492               |
| 2013-2014       | Mens Sana Siena  | Serie A      | 9       | 9       | 282     | 38/67            | 12/27            | 17/22            | 47                | 50                | 16                | 0                 | 129               |
| 2013-2014       | Olimpia Milano   | Serie A      | 35      | 24      | 835     | 74/169           | 20/60            | 60/88            | 113               | 105               | 33                | 3                 | 268               |
| 2014-2015       | Olimpia Milano   | Serie A      | 20      | 17      | 505     | 45/85            | 12/31            | 54/70            | 67                | 80                | 20                | 3                 | 180               |
| 2015-2016       | Olympiacos       | A1 Ethniki   | 32      | 14      | 627     | 45/91            | 29/81            | 48/81            | 86                | 92                | 14                | 2                 | 225               |
| 2016-2017       | Olympiacos       | A1 Ethniki   | 9       | 2       | 146     | 7/20             | 2/7              | 14/20            | 17                | 17                | 5                 | 0                 | 34                |
| Totale carriera |                  |              |         |         |         |                  |                  |                  |                   |                   |                   |                   |                   |

### Cronologia presenze e punti in Nazionale
| Cronologia completa delle presenze e dei punti in Nazionale - Italia | Cronologia completa delle presenze e dei punti in Nazionale - Italia | Cronologia completa delle presenze e dei punti in Nazionale - Italia | Cronologia completa delle presenze e dei punti in Nazionale - Italia | Cronologia completa delle presenze e dei punti in Nazionale - Italia | Cronologia completa delle presenze e dei punti in Nazionale - Italia | Cronologia completa delle presenze e dei punti in Nazionale - Italia | Cronologia completa delle presenze e dei punti in Nazionale - Italia |
| Data                                                                 | Città                                                                | In casa                                                              | Risultato                                                            | Ospiti                                                               | Competizione                                                         | Punti                                                                | Note                                                                 |
| -------------------------------------------------------------------- | -------------------------------------------------------------------- | -------------------------------------------------------------------- | -------------------------------------------------------------------- | -------------------------------------------------------------------- | -------------------------------------------------------------------- | -------------------------------------------------------------------- | -------------------------------------------------------------------- |
| 02/06/2007                                                           | Bari                                                                 | Italia                                                               | 80 - 73                                                              | Croazia                                                              | Amichevole                                                           | 10                                                                   | [ 22 ]                                                               |
| 04/06/2007                                                           | Porto San Giorgio                                                    | Italia                                                               | 74 - 68                                                              | Slovacchia                                                           | Torneo amichevole                                                    | 14                                                                   | [ 23 ]                                                               |
| 05/06/2007                                                           | San Benedetto del Tronto                                             | Italia                                                               | 88 - 71                                                              | Rep. Ceca                                                            | Torneo amichevole                                                    | 2                                                                    | [ 24 ]                                                               |
| 06/06/2007                                                           | Porto San Giorgio                                                    | Italia                                                               | 88 - 78                                                              | Croazia                                                              | Torneo amichevole                                                    | 10                                                                   | [ 25 ]                                                               |
| 29/07/2007                                                           | Bormio                                                               | Italia                                                               | 77 - 59                                                              | Turchia                                                              | Amichevole                                                           | 8                                                                    | [ 26 ]                                                               |
| 04/08/2007                                                           | Bormio                                                               | Italia                                                               | 72 - 66                                                              | Croazia                                                              | Torneo amichevole                                                    | 2                                                                    | [ 27 ]                                                               |
| 13/08/2007                                                           | Cagliari                                                             | Italia                                                               | 83 - 73                                                              | Lettonia                                                             | Torneo amichevole                                                    | 2                                                                    | [ 28 ]                                                               |
| 14/08/2007                                                           | Cagliari                                                             | Italia                                                               | 84 - 52                                                              | Polonia                                                              | Torneo amichevole                                                    | 7                                                                    | [ 29 ]                                                               |
| 20/08/2007                                                           | Atene                                                                | Italia                                                               | 81 - 84                                                              | Slovenia                                                             | Torneo Acropolis 2007                                                | 0                                                                    | [ 30 ]                                                               |
| 21/08/2007                                                           | Atene                                                                | Grecia                                                               | 72 - 62                                                              | Italia                                                               | Torneo Acropolis 2007                                                | 8                                                                    | [ 31 ]                                                               |
| 22/08/2007                                                           | Atene                                                                | Italia                                                               | 70 - 86                                                              | Lituania                                                             | Torneo Acropolis 2007                                                | 0                                                                    | [ 32 ]                                                               |
| 27/07/2008                                                           | Bormio                                                               | Italia                                                               | 72 - 77                                                              | Israele                                                              | Amichevole                                                           | 4                                                                    | [ 33 ]                                                               |
| 30/07/2008                                                           | Bormio                                                               | Italia                                                               | 90 - 75                                                              | Polonia                                                              | Torneo amichevole                                                    | 0                                                                    | [ 34 ]                                                               |
| 01/08/2008                                                           | Bormio                                                               | Italia                                                               | 77 - 68                                                              | Israele                                                              | Torneo amichevole                                                    | 11                                                                   | [ 35 ]                                                               |
| 02/08/2008                                                           | Bormio                                                               | Italia                                                               | 76 - 62                                                              | Francia                                                              | Torneo amichevole                                                    | 6                                                                    | [ 36 ]                                                               |
| 05/08/2008                                                           | Bormio                                                               | Italia                                                               | 68 - 65                                                              | Francia                                                              | Amichevole                                                           | 13                                                                   | [ 37 ]                                                               |
| 16/07/2009                                                           | Bormio                                                               | Italia                                                               | 85 - 49                                                              | Svezia                                                               | Torneo amichevole                                                    | 4                                                                    | [ 38 ]                                                               |
| 17/07/2009                                                           | Bormio                                                               | Italia                                                               | 67 - 63                                                              | Senegal                                                              | Amichevole                                                           | 0                                                                    | [ 39 ]                                                               |
| 18/07/2009                                                           | Bormio                                                               | Italia                                                               | 89 - 97                                                              | Rep. Ceca                                                            | Torneo amichevole                                                    | 0                                                                    | [ 40 ]                                                               |
| 25/07/2009                                                           | Trento                                                               | Italia                                                               | 91 - 69                                                              | Canada                                                               | Torneo amichevole                                                    | 5                                                                    | [ 41 ]                                                               |
| 26/07/2009                                                           | Trento                                                               | Italia                                                               | 88 - 70                                                              | Nuova Zelanda                                                        | Torneo amichevole                                                    | 2                                                                    | [ 42 ]                                                               |
| 01/08/2009                                                           | Conegliano                                                           | Italia                                                               | 81 - 75                                                              | Canada                                                               | Amichevole                                                           | 3                                                                    | [ 43 ]                                                               |
| 13/03/2011                                                           | Assago                                                               | Italia                                                               | 90 - 88                                                              | World Stars                                                          | All Star Game                                                        | 3                                                                    | [ 44 ]                                                               |
| 29/07/2011                                                           | Bormio                                                               | Italia                                                               | 89 - 70                                                              | Macedonia                                                            | Torneo amichevole                                                    | 11                                                                   | [ 45 ]                                                               |
| 30/07/2011                                                           | Bormio                                                               | Italia                                                               | 80 - 74                                                              | Bulgaria                                                             | Torneo amichevole                                                    | 4                                                                    | [ 46 ]                                                               |
| 05/08/2011                                                           | Nicosia                                                              | Grecia                                                               | 76 - 70                                                              | Italia                                                               | Torneo amichevole                                                    | 0                                                                    | [ 47 ]                                                               |
| 06/08/2011                                                           | Nicosia                                                              | Russia                                                               | 67 - 71                                                              | Italia                                                               | Torneo amichevole                                                    | 3                                                                    | [ 48 ]                                                               |
| 07/08/2011                                                           | Nicosia                                                              | Polonia                                                              | 72 - 88                                                              | Italia                                                               | Torneo amichevole                                                    | 8                                                                    | [ 49 ]                                                               |
| 12/08/2011                                                           | Rimini                                                               | Italia                                                               | 57 - 58                                                              | Bosnia ed Erzegovina                                                 | Torneo amichevole                                                    | 8                                                                    | [ 50 ]                                                               |
| 13/08/2011                                                           | Rimini                                                               | Italia                                                               | 67 - 61                                                              | Polonia                                                              | Torneo amichevole                                                    | 0                                                                    | [ 51 ]                                                               |
| 14/08/2011                                                           | Rimini                                                               | Italia                                                               | 82 - 73                                                              | Grecia                                                               | Torneo amichevole                                                    | 14                                                                   | [ 52 ]                                                               |
| 23/08/2011                                                           | Atene                                                                | Bulgaria                                                             | 71 - 74                                                              | Italia                                                               | Torneo Acropolis 2011                                                | 1                                                                    | [ 53 ]                                                               |
| 25/08/2011                                                           | Atene                                                                | Grecia                                                               | 81 - 82 dts                                                          | Italia                                                               | Torneo Acropolis 2011                                                | 3                                                                    | [ 54 ]                                                               |
| 31/08/2011                                                           | Šiauliai                                                             | Serbia                                                               | 80 - 68                                                              | Italia                                                               | EuroBasket 2011 - Fase a gironi                                      | 7                                                                    | [ 55 ]                                                               |
| 01/09/2011                                                           | Šiauliai                                                             | Germania                                                             | 76 - 62                                                              | Italia                                                               | EuroBasket 2011 - Fase a gironi                                      | 5                                                                    | [ 56 ]                                                               |
| 02/09/2011                                                           | Šiauliai                                                             | Lettonia                                                             | 62 - 71                                                              | Italia                                                               | EuroBasket 2011 - Fase a gironi                                      | 2                                                                    | [ 57 ]                                                               |
| 04/09/2011                                                           | Šiauliai                                                             | Francia                                                              | 91 - 84                                                              | Italia                                                               | EuroBasket 2011 - Fase a gironi                                      | 10                                                                   | [ 58 ]                                                               |
| 05/09/2011                                                           | Šiauliai                                                             | Israele                                                              | 96 - 95 dts                                                          | Italia                                                               | EuroBasket 2011 - Fase a gironi                                      | 15                                                                   | [ 59 ]                                                               |
| 11/03/2012                                                           | Pesaro                                                               | Italia                                                               | 91 - 85                                                              | World Stars                                                          | All Star Game                                                        | 27                                                                   | [ 60 ]                                                               |
| 25/07/2012                                                           | Trento                                                               | Italia                                                               | 79 - 71                                                              | Finlandia                                                            | Torneo amichevole                                                    | 5                                                                    | [ 61 ]                                                               |
| 26/07/2012                                                           | Trento                                                               | Italia                                                               | 84 - 81                                                              | Bosnia ed Erzegovina                                                 | Torneo amichevole                                                    | 8                                                                    | [ 62 ]                                                               |
| 27/07/2012                                                           | Trento                                                               | Italia                                                               | 84 - 73                                                              | Montenegro                                                           | Torneo amichevole                                                    | 11                                                                   | [ 63 ]                                                               |
| 03/08/2012                                                           | Danzica                                                              | Italia                                                               | 87 - 85                                                              | Lettonia                                                             | Torneo amichevole                                                    | 4                                                                    | [ 64 ]                                                               |
| 04/08/2012                                                           | Danzica                                                              | Italia                                                               | 78 - 72                                                              | Montenegro                                                           | Torneo amichevole                                                    | 29                                                                   | [ 65 ]                                                               |
| 05/08/2012                                                           | Danzica                                                              | Polonia                                                              | 66 - 62                                                              | Italia                                                               | Torneo amichevole                                                    | 5                                                                    | [ 66 ]                                                               |
| 08/08/2012                                                           | Trieste                                                              | Italia                                                               | 78 - 70                                                              | Croazia                                                              | Amichevole                                                           | 6                                                                    | [ 67 ]                                                               |
| 09/08/2012                                                           | Parenzo                                                              | Croazia                                                              | 72 - 70                                                              | Italia                                                               | Amichevole                                                           | 10                                                                   | [ 68 ]                                                               |
| 15/08/2012                                                           | Sassari                                                              | Italia                                                               | 97 - 45                                                              | Portogallo                                                           | Qual. Euro 2013                                                      | 4                                                                    | [ 69 ]                                                               |
| 18/08/2012                                                           | Chomutov                                                             | Rep. Ceca                                                            | 53 - 63                                                              | Italia                                                               | Qual. Euro 2013                                                      | 9                                                                    | [ 70 ]                                                               |
| 21/08/2012                                                           | Sassari                                                              | Italia                                                               | 78 - 69                                                              | Turchia                                                              | Qual. Euro 2013                                                      | 15                                                                   | [ 71 ]                                                               |
| 30/08/2012                                                           | Coimbra                                                              | Portogallo                                                           | 70 - 82                                                              | Italia                                                               | Qual. Euro 2013                                                      | 10                                                                   | [ 72 ]                                                               |
| 02/09/2012                                                           | Trieste                                                              | Italia                                                               | 68 - 56                                                              | Rep. Ceca                                                            | Qual. Euro 2013                                                      | 4                                                                    | [ 73 ]                                                               |
| 05/08/2012                                                           | Kayseri                                                              | Turchia                                                              | 82 - 83                                                              | Italia                                                               | Qual. Euro 2013                                                      | 5                                                                    | [ 74 ]                                                               |
| 08/09/2012                                                           | Trieste                                                              | Italia                                                               | 83 - 58                                                              | Bielorussia                                                          | Qual. Euro 2013                                                      | 4                                                                    | [ 75 ]                                                               |
| 30/07/2015                                                           | Trento                                                               | Italia                                                               | 64 - 52                                                              | Paesi Bassi                                                          | Torneo amichevole                                                    | 3                                                                    | [ 76 ]                                                               |
| 31/07/2015                                                           | Trento                                                               | Italia                                                               | 64 - 54                                                              | Austria                                                              | Torneo amichevole                                                    | 15                                                                   | [ 77 ]                                                               |
| 01/08/2015                                                           | Trento                                                               | Italia                                                               | 68 - 69                                                              | Germania                                                             | Torneo amichevole                                                    | 5                                                                    | [ 78 ]                                                               |
| 14/08/2015                                                           | Tbilisi                                                              | Italia                                                               | 82 - 63                                                              | Lettonia                                                             | Torneo amichevole                                                    | 1                                                                    | [ 79 ]                                                               |
| 15/08/2015                                                           | Tbilisi                                                              | Italia                                                               | 85 - 61                                                              | Estonia                                                              | Torneo amichevole                                                    | 2                                                                    | [ 80 ]                                                               |
| 16/08/2015                                                           | Tbilisi                                                              | Georgia                                                              | 67 - 87                                                              | Italia                                                               | Torneo amichevole                                                    | 11                                                                   | [ 81 ]                                                               |
| 21/08/2015                                                           | Capodistria                                                          | Italia                                                               | 86 - 72                                                              | Finlandia                                                            | Torneo amichevole                                                    | 2                                                                    | [ 82 ]                                                               |
| 22/08/2015                                                           | Capodistria                                                          | Italia                                                               | 75 - 77                                                              | Ucraina                                                              | Torneo amichevole                                                    | 0                                                                    | [ 83 ]                                                               |
| 23/08/2015                                                           | Capodistria                                                          | Slovenia                                                             | 76 - 67                                                              | Italia                                                               | Torneo amichevole                                                    | 16                                                                   | [ 84 ]                                                               |
| 28/08/2015                                                           | Trieste                                                              | Italia                                                               | 91 - 90                                                              | Georgia                                                              | Torneo amichevole                                                    | 18                                                                   | [ 85 ]                                                               |
| 29/08/2015                                                           | Trieste                                                              | Italia                                                               | 90 - 69                                                              | Università statale del Michigan                                      | Torneo amichevole                                                    | 11                                                                   | [ 86 ]                                                               |
| 30/08/2015                                                           | Trieste                                                              | Italia                                                               | 68 - 63                                                              | Russia                                                               | Torneo amichevole                                                    | 2                                                                    | [ 87 ]                                                               |
| 05/09/2015                                                           | Berlino                                                              | Italia                                                               | 87 - 89                                                              | Turchia                                                              | EuroBasket 2015 - Fase a gironi                                      | 5                                                                    | [ 88 ]                                                               |
| 06/09/2015                                                           | Berlino                                                              | Italia                                                               | 71 - 64                                                              | Islanda                                                              | EuroBasket 2015 - Fase a gironi                                      | 5                                                                    | [ 89 ]                                                               |
| 08/09/2015                                                           | Berlino                                                              | Italia                                                               | 105 - 98                                                             | Spagna                                                               | EuroBasket 2015 - Fase a gironi                                      | 0                                                                    | [ 90 ]                                                               |
| 09/09/2015                                                           | Berlino                                                              | Italia                                                               | 89 - 82 dts                                                          | Germania                                                             | EuroBasket 2015 - Fase a gironi                                      | 3                                                                    | [ 91 ]                                                               |
| 10/09/2015                                                           | Berlino                                                              | Italia                                                               | 82 - 101                                                             | Serbia                                                               | EuroBasket 2015 - Fase a gironi                                      | 3                                                                    | [ 92 ]                                                               |
| 13/09/2015                                                           | Lilla                                                                | Italia                                                               | 82 - 52                                                              | Israele                                                              | EuroBasket 2015 - Ottavi                                             | 6                                                                    | [ 93 ]                                                               |
| 16/09/2015                                                           | Lilla                                                                | Italia                                                               | 85 - 95 dts                                                          | Lituania                                                             | EuroBasket 2015 - Quarti                                             | 0                                                                    | [ 94 ]                                                               |
| 17/09/2015                                                           | Lilla                                                                | Rep. Ceca                                                            | 70 - 85                                                              | Italia                                                               | EuroBasket 2015 - Gara 5º posto                                      | 2                                                                    | [ 95 ]                                                               |
| 17/06/2016                                                           | Trento                                                               | Italia                                                               | 78 - 48                                                              | Rep. Ceca                                                            | Torneo amichevole                                                    | 6                                                                    | [ 96 ]                                                               |
| 18/06/2016                                                           | Trento                                                               | Italia                                                               | 87 - 58                                                              | Cile                                                                 | Torneo amichevole                                                    | 8                                                                    | [ 97 ]                                                               |
| 25/06/2016                                                           | Bologna                                                              | Italia                                                               | 106 - 70                                                             | Filippine                                                            | Torneo amichevole                                                    | 7                                                                    | [ 98 ]                                                               |
| 26/06/2016                                                           | Bologna                                                              | Italia                                                               | 71 - 74                                                              | Canada                                                               | Torneo amichevole                                                    | 10                                                                   | [ 99 ]                                                               |
| 30/06/2016                                                           | Biella                                                               | Italia                                                               | 83 - 70                                                              | Porto Rico                                                           | Amichevole                                                           | 10                                                                   | [ 100 ]                                                              |
| 04/07/2016                                                           | Torino                                                               | Italia                                                               | 68 - 41                                                              | Tunisia                                                              | Qual. Olimpiadi 2016                                                 | 2                                                                    | [ 101 ]                                                              |
| 05/07/2016                                                           | Torino                                                               | Italia                                                               | 67 - 60                                                              | Croazia                                                              | Qual. Olimpiadi 2016                                                 | 12                                                                   | [ 102 ]                                                              |
| 08/07/2016                                                           | Torino                                                               | Italia                                                               | 79 - 54                                                              | Messico                                                              | Qual. Olimpiadi 2016                                                 | 2                                                                    | [ 103 ]                                                              |
| 09/07/2016                                                           | Torino                                                               | Italia                                                               | 78 - 84 dts                                                          | Croazia                                                              | Qual. Olimpiadi 2016                                                 | 10                                                                   | [ 104 ]                                                              |
| 29/07/2017                                                           | Trento                                                               | Italia                                                               | 96 - 36                                                              | Bielorussia                                                          | Torneo amichevole                                                    | 5                                                                    | [ 105 ]                                                              |
| 30/07/2017                                                           | Trento                                                               | Italia                                                               | 66 - 57                                                              | Paesi Bassi                                                          | Torneo amichevole                                                    | 3                                                                    | [ 106 ]                                                              |
| 09/08/2017                                                           | Cagliari                                                             | Italia                                                               | 74 - 68                                                              | Finlandia                                                            | Amichevole                                                           | 5                                                                    | [ 107 ]                                                              |
| 11/08/2017                                                           | Cagliari                                                             | Italia                                                               | 75 - 70                                                              | Finlandia                                                            | Torneo amichevole                                                    | 1                                                                    | [ 108 ]                                                              |
| 13/08/2017                                                           | Cagliari                                                             | Italia                                                               | 73 - 53                                                              | Turchia                                                              | Torneo amichevole                                                    | 6                                                                    | [ 109 ]                                                              |
| 18/08/2017                                                           | Tolosa                                                               | Montenegro                                                           | 66 - 67                                                              | Italia                                                               | Torneo amichevole                                                    | 3                                                                    | [ 110 ]                                                              |
| 19/08/2017                                                           | Tolosa                                                               | Belgio                                                               | 80 - 60                                                              | Italia                                                               | Torneo amichevole                                                    | 8                                                                    | [ 111 ]                                                              |
| 20/08/2017                                                           | Tolosa                                                               | Francia                                                              | 88 - 63                                                              | Italia                                                               | Torneo amichevole                                                    | 3                                                                    | [ 112 ]                                                              |
| 23/08/2017                                                           | Atene                                                                | Serbia                                                               | 73 - 65                                                              | Italia                                                               | Torneo Acropolis 2017                                                | 5                                                                    | [ 113 ]                                                              |
| 24/08/2017                                                           | Atene                                                                | Grecia                                                               | 73 - 70 dts                                                          | Italia                                                               | Torneo Acropolis 2017                                                | 19                                                                   | [ 114 ]                                                              |
| 25/08/2017                                                           | Atene                                                                | Georgia                                                              | 65 - 73                                                              | Italia                                                               | Torneo Acropolis 2017                                                | 0                                                                    | [ 115 ]                                                              |
| 31/08/2017                                                           | Tel Aviv                                                             | Israele                                                              | 48 - 69                                                              | Italia                                                               | EuroBasket 2017 - Fase a gironi                                      | 7                                                                    | [ 116 ]                                                              |
| 02/09/2017                                                           | Tel Aviv                                                             | Ucraina                                                              | 66 - 78                                                              | Italia                                                               | EuroBasket 2017 - Fase a gironi                                      | 6                                                                    | [ 117 ]                                                              |
| 03/09/2017                                                           | Tel Aviv                                                             | Lituania                                                             | 78 - 73                                                              | Italia                                                               | EuroBasket 2017 - Fase a gironi                                      | 7                                                                    | [ 118 ]                                                              |
| 05/09/2017                                                           | Tel Aviv                                                             | Germania                                                             | 61 - 55                                                              | Italia                                                               | EuroBasket 2017 - Fase a gironi                                      | 0                                                                    | [ 119 ]                                                              |
| 06/09/2017                                                           | Tel Aviv                                                             | Georgia                                                              | 69 - 71                                                              | Italia                                                               | EuroBasket 2017 - Fase a gironi                                      | 7                                                                    | [ 120 ]                                                              |
| 09/09/2017                                                           | Istanbul                                                             | Finlandia                                                            | 57 - 70                                                              | Italia                                                               | EuroBasket 2017 - Ottavi                                             | 10                                                                   | [ 121 ]                                                              |
| 13/09/2017                                                           | Istanbul                                                             | Italia                                                               | 67 - 83                                                              | Serbia                                                               | EuroBasket 2017 - Quarti                                             | 5                                                                    | [ 122 ]                                                              |
| 28/06/2018                                                           | Trieste                                                              | Italia                                                               | 72 - 78                                                              | Croazia                                                              | Qual. Mondiali 2019                                                  | 0                                                                    | [ 123 ]                                                              |
| 30/07/2019                                                           | Trento                                                               | Italia                                                               | 88 - 60                                                              | Romania                                                              | Torneo amichevole                                                    | 6                                                                    | [ 124 ]                                                              |
| 31/07/2019                                                           | Trento                                                               | Italia                                                               | 69 - 58                                                              | Costa d'Avorio                                                       | Torneo amichevole                                                    | 13                                                                   | [ 125 ]                                                              |
| 08/08/2019                                                           | Verona                                                               | Italia                                                               | 111 - 54                                                             | Senegal                                                              | Torneo amichevole                                                    | 7                                                                    | [ 126 ]                                                              |
| 09/08/2019                                                           | Verona                                                               | Italia                                                               | 70 - 72                                                              | Russia                                                               | Torneo amichevole                                                    | 7                                                                    | [ 127 ]                                                              |
| 16/08/2019                                                           | Atene                                                                | Grecia                                                               | 83 - 63                                                              | Italia                                                               | Torneo Acropolis 2019                                                | 12                                                                   | [ 128 ]                                                              |
| 18/08/2019                                                           | Atene                                                                | Italia                                                               | 70 - 72                                                              | Turchia                                                              | Torneo Acropolis 2019                                                | 16                                                                   | [ 129 ]                                                              |
| 23/08/2019                                                           | Shenyang                                                             | Italia                                                               | 65 - 71                                                              | Serbia                                                               | Torneo amichevole                                                    | 15                                                                   | [ 130 ]                                                              |
| 25/08/2019                                                           | Shenyang                                                             | Italia                                                               | 80 - 82                                                              | Francia                                                              | Torneo amichevole                                                    | 4                                                                    | [ 131 ]                                                              |
| 31/08/2019                                                           | Foshan                                                               | Italia                                                               | 108 - 62                                                             | Filippine                                                            | Mondiali 2019 - 1ª fase a gironi                                     | 7                                                                    | [ 132 ]                                                              |
| 02/09/2019                                                           | Foshan                                                               | Italia                                                               | 92 - 61                                                              | Angola                                                               | Mondiali 2019 - 1ª fase a gironi                                     | 11                                                                   | [ 133 ]                                                              |
| 04/09/2019                                                           | Foshan                                                               | Italia                                                               | 77 - 92                                                              | Serbia                                                               | Mondiali 2019 - 1ª fase a gironi                                     | 13                                                                   | [ 134 ]                                                              |
| 06/09/2019                                                           | Wuhan                                                                | Italia                                                               | 60 - 67                                                              | Spagna                                                               | Mondiali 2019 - 2ª fase a gironi                                     | 5                                                                    | [ 135 ]                                                              |
| 08/09/2019                                                           | Wuhan                                                                | Italia                                                               | 94 - 89 dts                                                          | Porto Rico                                                           | Mondiali 2019 - 2ª fase a gironi                                     | 3                                                                    | [ 136 ]                                                              |
| Totale                                                               |                                                                      | Presenze                                                             | 115                                                                  |                                                                      | Punti                                                                | 762                                                                  |                                                                      |

## Palmarès

### Club

#### Competizioni nazionali
- Campionato italiano: 2

Olimpia Milano: 2013-2014
Virtus Bologna: 2024-2025
- Campionato italiano: 1 (revocato)

Mens Sana Siena: 2012-2013
- Supercoppa italiana: 2

Virtus Bologna: 2022, 2023
- Campionato greco: 1

Olympiacos Pireo: 2015-2016

#### Competizioni internazionali
- Eurolega: 1

CSKA Mosca: 2018-19
- VTB United League: 2

CSKA Mosca: 2018-19, 2020-21
- Supercoppa VTB United League: 1

CSKA Mosca: 2021
- Eurocup: 1

Virtus Bologna: 2021-22

### Nazionale
- Europei Under-20: 
 Italia/Slovenia 2007

### Individuale
- MVP All Star Game 2012
- MVP Coppa Italia: 1

Mens Sana Siena: 2013
- MVP finali Serie A: 1

Mens Sana Siena: 2013
- MVP Supercoppa italiana: 1

Mens Sana Siena: 2013
- VTB United League Finals MVP: 1

CSKA Mosca: 2020-21